# Municipio de Apaxco
El municipio de Apaxco (del náhuatl atl, "agua" y patzca, "exprimir"; significa: "lugar donde se exprime el agua"), es uno de los 125 municipios del Estado de México, en el centro de la República Mexicana. También es uno de los 7 municipios que integran la Región Zumpango y es donde se inicia la cuenca del Valle del Mezquital. Se ubica al norte del Estado de México y colinda con el Estado de Hidalgo. Limita al norte específicamente con los municipios hidalguenses de Ajacuba y Atotonilco de Tula; al sur, con el municipio de Tequixquiac; al suroeste, con el municipio de Huehuetoca; al este, con el municipio de Hueypoxtla, y al oeste, con el municipio hidalguense de Atotonilco de Tula.
Los peregrinos aztecas celebraron el segundo fuego nuevo en este lugar, y durante el virreinato fue un punto estratégico para la evangelización de los otomíes del Valle del Mezquital.
Apaxco se ha desarrollado desde el siglo XIX —cuando cruzaba el tren que venía desde la Ciudad de México por Mixquiahuala— como municipio industrial, debido a la extracción de cal y piedra para la construcción. Este municipio fue segregado del territorio de Tequixquiac y se fundó oficialmente en el año 1923, después de la Revolución. Empresarios suizos iniciaron la explotación de piedra para la elaboración de cemento Portland, siendo este municipio mexicano uno de los que integran la Cuenca Cementera, conjuntamente con municipalidades del estado de Hidalgo.

## Toponimia

Glifo de Apaxco.

"Apaxco" —algunas veces también escrito de manera hispanizada como "Apasco"— proviene del náhuatl. Es un topónimo aglutinado que se compone de tres palabras: Atl, que quiere decir "agua"; Patzca, que proviene del verbo "exprimir" o "escurrir", y también del sufijo indicador de locación -co. Por tanto, Apaxco debe entenderse como "lugar en el que se escurre el agua".
El glifo topónimo de Apaxco proviene del Códice Aubin, donde se representa una vasija con agua en la parte inferior, y un cerro en la parte superior, el cual probablemente sea el Cerro Colorado, en cuyo interior se sitúa la representación del fuego nuevo.
Oficialmente este Glifo topónimo fue estilizado y formalizado bajo los lineamientos del gobierno (sin pigmentos y con líneas más definidas) para ser usado como membrete oficial y sello de todo documento remitido dentro de municipio. El artículo 4 del Bando municipal describe las características de dicho emblema.

## Historia

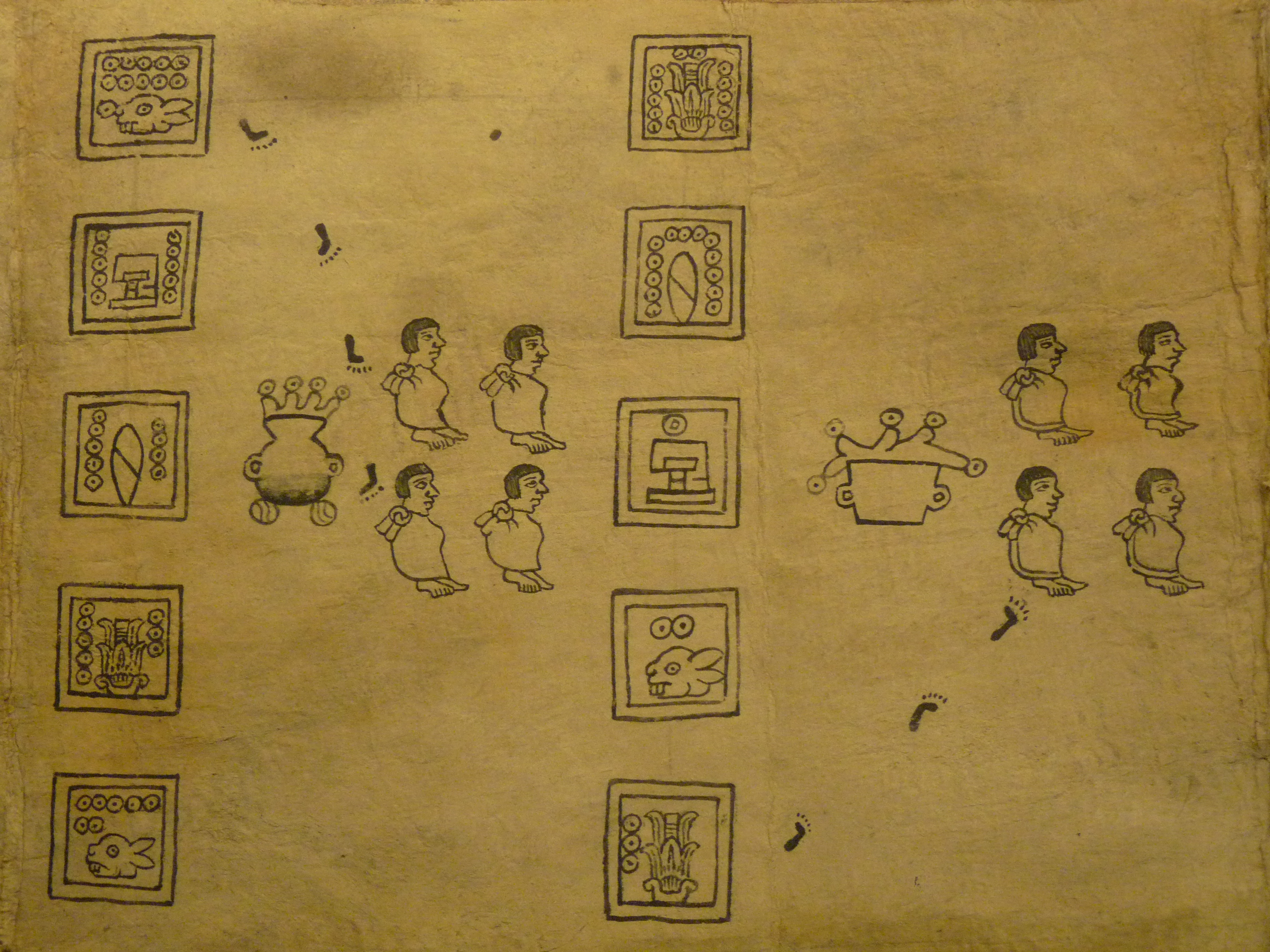
Peregrinación mexica por Atotonilco y Apatzco, Códice Boturini

Los primeros pobladores de la región se remontan hasta el 5000 a. C. La evidencia de ellos es la expresión tallada en las piedras de los cerros vecinos. Se estima que los habitantes eran del grupo Otomiano, que en años posteriores habitaron en Tollan, Xicocotitlán.
Las civilizaciones que habitaron en lo que hoy es Apaxco tuvieron una relación directa con la civilización teotihuacana, hasta que estos declinaron entre el 650 y el 900, siendo dominados, posteriormente, por los toltecas.
En el año 1215, durante la peregrinación hacia la mítica ciudad prometida de los aztecas, Apaxco fue el lugar donde celebraron el segundo fuego nuevo antes de seguir su camino hacia el sur, rumbo a Ecatepec, finalizando su largo peregrinar en las riveras del cerro de Chapultepec.
Con el ascenso al poder de los aztecas, la región de Apaxco y todas las vecinas quedaron sometidas al gobierno de Tlacopan, uno de los miembros de la Triple Alianza. Apaxco permaneció en esta posición hasta la caída de Tenochtitlán ante el ejército de Hernán Cortés.

Haciendas pulqueras en el Porfiriato.

En la época colonial, Apaxco entró al sistema de Encomienda traído por los conquistadores españoles, y quedó bajo mando de Cristóbal Hernández Mosquera, en 1530.
Apaxco fue erigido como municipio en 1870, después del fin de la invasión francesa. Su primera escuela se fundó en 1880. Más tarde, durante el Porfirismo, el municipio entró en una etapa de muy fuerte recesión económica, y desapareció en 1899 por no poder mantenerse ni administrativa ni económicamente. Desde esta fecha hasta 1923, Apaxco fue parte del municipio de Texquiquiac.

### SigloXX

Plaza cívica de Apaxco.

Apaxco fue uno de los primeros municipios industriales del Estado de México. Está dentro de una de las regiones abundantes en cal que se llegó a conocer como la Región de Las Caleras. La explotación mineral comenzó en 1911, cuando el ingeniero Luis Espinoza decide construir los primeros hornos y crear la compañía de cal Apaxco. La familia suiza Riefhkol compró la empresa Calidra S. A. en 1921, debido a la construcción de otra cementera en la zona. En 1934, la compañía suiza de Cementos Apaxco S.A. construye la cementera dentro del municipio.
A partir de 1923 los habitantes de Apaxco iniciaron un movimiento legal para que les fueran restituidas las tierras que "les habían sido usurpadas en épocas pasadas". El pleito legal acabó siendo favorable a los apaxquenses, cuando en 1927 se les restituyeron varias hectáreas, beneficiando a ochocientas personas. El mismo movimiento, llamado Comité Particular Administrativo de Apaxco, solicitó al gobierno la dotación de agua para sus necesidades agrícolas. El 8 de enero de 1925 se le concedieron 358 000 m cúbicos anuales de agua.

### SigloXXI

Plaza de Apaxco.

La declaración de Ciudad Bicentenario en el municipio de Huehuetoca y los problemas de la especulación inmobiliaria en el ejido del municipio de Tequixquiac, que impulsó el exgobernador Arturo Montiel Rojas a través de la empresa Wilk S. A., en el año 2010, detonaron una serie de movimientos sociales y agrarios, a finales de 2011, en Santa María, Apaxco.
El mismo problema ocurrido en el ejido de Santiago, Tequixquiac, se repitió en el ejido del pueblo de Santa María Apaxco, el 10 de noviembre de 2011, al conocerse la negociación sobre una zona denominada "Cerro Colorado" en los límites de los municipios de Huehuetoca y Tequixquiac. Los campesinos se levantaron en contra de las autoridades locales y las oficinas del PRI para exigir explicación, sobre lo cual dijeron que preferían donar esa propiedad para un equipamiento antes de ser obligados a vender sus propiedades.

## Geografía

Paisaje de La Loma.

El territorio municipal de Apaxco se localiza en el extremo meridional del valle de México, entre coordenadas geográficas extremas: latitud norte, entre el paralelo 19° 58’ 11” y el paralelo 20° 01’ 51”; y longitud oeste, del meridiano de Greenwich 99° 05’ 00” al meridiano 99° 11’ 52”. Se ubica al nordeste del Estado de México, y al norte de la Ciudad de México. La cabecera municipal se localiza a una distancia aproximada de 60 km de la Ciudad de México. Limita al norte con el estado de Hidalgo, al sur con el municipio de Tequixquiac, al oeste con el estado de Hidalgo y al este con el municipio de Hueypoxtla.
El Municipio, además, se divide en las siguientes colonias: Santa María, Coyotillos, El Mirador, La Estación, Loma Bonita (Rojo Gómez y San Agustín), Juárez, Pérez de Galeana, La Ermita, La Olímpica, Arboledas, Providencia, 3 de Mayo, La Cruz, Puente de Juárez, Santa Cecilia, 23 de Noviembre, El Tablón, La Heredad, Pixcuay y Tepetates.

### Hidrografía
El municipio cuenta con importantes recursos hidrológicos que son en su mayoría utilizados para la agricultura (principalmente en la siembra de alfalfa, maíz, trigo, frijol); el más importante es el río Salado, de aguas residuales, cuyo curso lo lleva hacia Hidalgo, donde se une con el río Tula. 
Además, cuenta con dos manantiales de aguas termales: Los Bañitos y La Noria.

### Orografía
El terreno de Apaxco está conformado por llanos ondulados y elevaciones que no superan los 2700 m sobre el nivel del mar. Por su composición, las rocas del municipio son muy útiles para la elaboración de cemento y cal. La Sierra de Tezontlalpan se extiende en la parte norte del municipio colindando con el estado de Hidalgo.
Los cerros de Apaxco incluyen Cerro del Salto, Cerro de los Pechitos, Cerro Blanco, Cerro Santa María, Cerro Mesa Ahumada, Cerro Pelón, Cerro de la Cruz, Cerro del Tablón, Cerro Pixcuay, Cerro del Estudiante, Cerro de Chiquihuitillo y Cerro Grande. A causa de la explotación no sustentable de sus recursos minerales, muchos de estos cerros desaparecerán en pocos años. En el centro del municipio se localiza un bajo relieve conocido como "el hoyo" que, según la creencia popular, se formó por la caída de un meteorito formando un pequeño cráter. Su clima es cálido-húmedo.
| Flora y fauna de Apaxco |                   |                    |                         |
|                         |                   |                    |                         |
| Geomys personatus       | Coragyps atratus  | Didelphimorphia    | Bassariscus sumichrasti |
|                         |                   |                    |                         |
| Cylindropuntia tunicata | Mimus polyglottos | Trochilidae        | Geococcyx velox         |
|                         |                   |                    |                         |
| Opuntia ficus indica    | Agave atrovirens  | Prosopis juliflora | Crataegus pubescens     |

### Medio Ambiente

Paraje en Pérez de Galeana, con fuertes problemas de erosión del suelo.

Apaxco es uno de los municipios mexicanos con alto impacto sobre el medio natural. Esta municipalidad está dentro de una las regiones más contaminadas del mundo por su cercanía con la ciudad de Tula, que recibe dicha declaratoria internacional. La huella ecológica es fuerte, y los problemas de salud se agudizan por los contaminantes que se encuentran suspendidos en la atmósfera y, por ende, es la causa de muchas enfermedades de los residentes como el cáncer, contaminación de la sangre y problemas respiratorios. Siendo Apaxco uno de los primeros municipios en industrializarse en el país y en el estado, la industria cementera, las pedreras y la industria de cal han dañado la Serranía de Tezontlalpan. Los cerros minados han alterado el paisaje natural y se ha ido presentando cada vez más de manera agreste la destrucción de la barrera natural; ha empezado a desertificarse esta región de la entidad: la erosión del suelo provocada por la minería y la industria ya no permite el cultivo de plantas y hortalizas en algunas zonas del municipio; los cerros colindantes con el estado de Hidalgo servían como una barrera natural que protegía el microclima de la zona, esto permitía el cultivo sin riego y un confort en la temperatura local.
Apaxco pertenece a la Cuenca Hidrográfica del Valle de México-Río Tula. Las aguas negras de la Ciudad de México cruzan por el municipio provenientes de los túneles de Tequixquiac. Estas aguas negras son aprovechadas para el riego de cultivos para forrajes. Posteriormente estas aguas llegan a la Presa Endo de Tula y Tepetitlán. Las aguas negras contaminan los pozos de agua potable, ya que por la desertificación del suelo en este municipio los torrentes y acuitardos no tienen la misma filtración.

## Política y gobierno

### División política
El municipio está dividido en 1 Pueblo, 4 Barrios y 11 Colonias:
Pueblo
- Apaxco de Ocampo

Barrios
- Santa María
- Coyotillos
- El Pixcuay
- Pérez de Galeana

Colonias
- Colonia Juárez
- El Mirador
- La Cruz
- La Estación
- Loma Bonita
- Santa Cecilia
- Tres de Mayo
- 23 de Noviembre
- Arboledas
- Tablón Grande
- Tablón Chico

Cada tres años se realizan elecciones democráticas constitucionales para la elección de presidentes municipales. A continuación se mencionan los presidentes que ha tenido Apaxco desde que existe el Sistema de Consulta de Memorias Electorales del IEEM.

Palacio municipal de Apaxco.

| Alcalde                          | Periodo   |
| -------------------------------- | --------- |
| Pedro Hernández Vargas           | 1990-1993 |
| Sofía Gisela Herrera Godínez     | 1993      |
| Héctor Gustavo Frías Rivapalacio | 1993-1996 |
| Ignacio Maya Vázquez             | 1996-2000 |
| Jorge Alberto Romero Martínez    | 2000-2003 |
| Guadalupe Hernández Méndez       | 2003-2006 |
| Daniel Parra Ángeles             | 2006-2009 |
| Ignacio Cruz García              | 2009-2012 |
| Daniel Parra Ángeles             | 2013-2015 |
| Jesús Cruz Parra                 | 2016-2018 |
| Daniel Parra Ángeles             | 2019-2021 |
| Jesús Gaspar Montiel Rodríguez   | 2022-2024 |
| Alejandro Ruiz Martínez          | 2025-2027 |

## Economía

Cementera Holcim en Apaxco.

La principal actividad económica del municipio es la explotación minera para la fabricación de cemento y cal. Las empresas más importantes en este rubro son: Cementos Apasco (Holcim) y Calidra. Estas empresas fueron parte fundamental de la economía de los apaxquenses durante el siglo XX.
Los bajos salarios en estas grandes industrias, que alguna vez fueron de gran importancia para el pueblo, dieron lugar a emprendimientos de empresas locales como el Grupo Fortec, Adhethec, Cuvasa o Monarca, las cuales se dedican a la producción de adhesivos cerámicos, pegazulejos, pastas, cero fino, cero grueso y tinacos, entre otros. El comercio es parte importante del intercambio de productos y genera ganancias considerables que mantienen una economía estable entre la población: tlapalerías, ferreterías y casas de materiales son importantes fuentes de abasto para el lugar.
Otra actividad económica de peso es la de los contratistas, sobre todo los dedicados a soldadura y pailería, quienes viajan por todo el país para desempeñar su actividad económica en plantas de cemento, refinerías, fundidoras, ensambladoras de automóviles, etc. Otros contratistas reseñables, aunque en un número mucho menor, son los refractistas, quienes también viajan por todo el país instalando y demoliendo materiales refractarios.
Una de las atracciones turísticas más importantes es el balneario El Bañito. Destacan también los espacios para eventos sociales y empresariales, con áreas verdes, cabañas y restaurantes.

## Infraestructura
El municipio de Apaxco cuenta con un Plan Municipal de Desarrollo Urbano.

### Equipamiento urbano

Hospital de IMSS de este municipio.

El municipio cuenta con cuatro escuelas de nivel medio superior, e igual número de escuelas secundarias; doce escuelas primarias; nueve jardines de infantes; cuatro guarderías maternas; cuatro centros de salud; un hospital público y tres privados; un supermercado; cuatro cementerios; ocho áreas deportivas y dos parques urbanos. Aparte de qué cuenta con la Unidad de Medicina Familiar 54 del IMSS.

### Comunicaciones y transporte
El Arco Norte atraviesa el municipio por la parte noreste del territorio. Es la principal vialidad federal que comunica a la región con el resto del país. Apaxco cuenta con una vía estatal que atraviesa todo el municipio, por donde transita transporte de carga pesada y autobuses foráneos. También cuenta con una red local de transporte por furgonetas, llamadas por los pobladores combis, así como con un servicio de taxis las 24 horas.
Existen tres líneas de metro que tienen sus terminales en la Ciudad de México:
- Metro Indios Verdes-Apaxco, manejada por Autobuses México Zumpango grupo AMZ (Brujas).

- Metro Martín Carrera-Ixmiquilpan, manejada por LUSA-AMZA-NEXT (Grupo ELITE).

- Metro Cuatro Caminos-Apaxco y Tlapanaloya, operada por Autobuses México Melchor Ocampo (Coheteros) y Autobuses México Zumpango (AMZ).

En cuanto al ferrocarril, forma parte de la línea Ciudad de México-Nuevo Laredo. Debido a que es estratégico para llegar a los límites de México a la Unión Americana, muchos migrantes, principalmente centroamericanos, llegan a este lugar. Los habitantes les ofrecen alimentos, agua, ropa y hasta trabajo para su larga travesía.

## Demografía
| Gráfica de evolución demográfica de Municipio de Apaxco entre 1970 y 2020 |
|                                                                           |
| Fuente INEGI 2020                                                         |

De los 31 898 habitantes del municipio, 16 265 son mujeres y 15 633 son hombres, con una edad promedio de 15 a 59 años, lo que hace considerarlo como un municipio en edad joven. 
| Localidad             | Población |
| Total del municipio   | 31,898    |
| Apaxco de Ocampo      | 15,171    |
| Santa María Apaxco    | 3,990     |
| Coyotillos            | 3,878     |
| Pérez de Galeana      | 2,345     |
| 3 de Mayo             | 1,880     |
| Colonia Juárez        | 1,722     |
| Colonia Ermita        | 894       |
| El Pixcuay            | 681       |
| Ejidos de Santa María | 392       |
| El Mirador            | 354       |

### Religión
| Religión en Apaxco   | Religión en Apaxco   | Religión en Apaxco | Religión en Apaxco | Religión en Apaxco |
| -------------------- | -------------------- | ------------------ | ------------------ | ------------------ |
| Religión             | Religión             |                    | Porcentaje         | Porcentaje         |
| Catolicismo          | Catolicismo          |                    | 83 %               | 83 %               |
| Ateísmo+sin religión | Ateísmo+sin religión |                    | 10 %               | 10 %               |
| Protestantismo       | Protestantismo       |                    | 5 %                | 5 %                |
| Otras Creencias      | Otras Creencias      |                    | 2 %                | 2 %                |

Las creencia religiosa predominante en Apaxco es el cristianismo católico, contando con un 83 % de la población total del municipio en el año 2020, siendo un 98 % en 2020 y un 92 % en 2010. Existe una parroquia que pertenece a la Diócesis de Cuautitlán, así como una capilla en cada pueblo, colonia o ranchería. La segunda convicción espiritual, con un 10 % de la población total, son las personas que no practican ninguna religión o se consideran ateos, siendo anteriormente en el año 2010 la cuarta ideología, con el 2%. A diferencia de municipios vecinos como Hueypoxtla, Huehuetoca y Tequixquiac, que ya venían manifestando el decrecimiento del catolicismo, es la primera vez que, dentro del municipio de Apaxco, el ateísmo se convierte en la segunda ideología importante. La tercera comunidad religiosa son las comunidades protestantes de varias denominaciones, como evangélicos, pentecostales, metodistas, mormones, bautistas, piedra angular, adventistas, anabaptistas y los testigos de Jehová; las comunidades más pequeñas son las religiones populares como espiritualistas, afroantillanos o de creencias prehispánicas.

### Lengua
El español es el idioma hablado por la mayoría de la población, siendo la lengua materna del 93 % de sus habitantes. No obstante, también se hablan idiomas precolombinos como el náhuatl y el otomí (la variante del Valle del Mezquital), lenguas que históricamente se hablaron en este lugar.

## Cultura y patrimonio

Iglesia parroquial de San Francisco de Asís en Apaxco.

Casa de Cultura del municipio.

Durante la primera semana de octubre se realizan los festejos en honor a San Francisco de Asís, llamados Fiestas Franciscanas. El día 4 de octubre ocurre la mayor parte de las festividades. A pesar de la pronta industrialización del municipio, la gente conserva celosamente sus costumbres y tradiciones. Se realiza una procesión por las principales calles de la cabecera municipal, se quema el castillo de juegos pirotécnicos y se organiza una verbena popular con música y juegos mecánicos.
También son importantes los desfiles que tienen lugar el 16 de septiembre y el 20 de noviembre. En el primero participan las principales escuelas del municipio. Estas desfilan con los uniformes comunes o "de gala", y hacen un recorrido por diversas calles de la cabecera municipal. El día 20 de noviembre realizan un recorrido similar, solo que, en esta ocasión, llevan ropa deportiva, y cada escuela ejecuta uno o varios ejercicios como demostración al público en general. Además de las escuelas, también desfilan el Ayuntamiento y diversos grupos consolidados dentro de la estructura social.
Ubicado junto al museo está el Centro Cultural Regional Apaxco que, durante las festividades del mes de octubre, organiza el Festival Cultural Franciscano, donde se cuenta con la participación de orquestas, grupos de teatro y demás agrupaciones que enriquecen la cultura municipal.

Interior del Museo Arqueológico de Apaxco.

### Museo Arqueológico de Apaxco
Este museo está ubicado en la Plaza Melchor Ocampo s/n, detrás de la Casa de la Cultura, en los bajos de la Biblioteca Municipal y frente al atrio de la Parroquia de San Francisco.

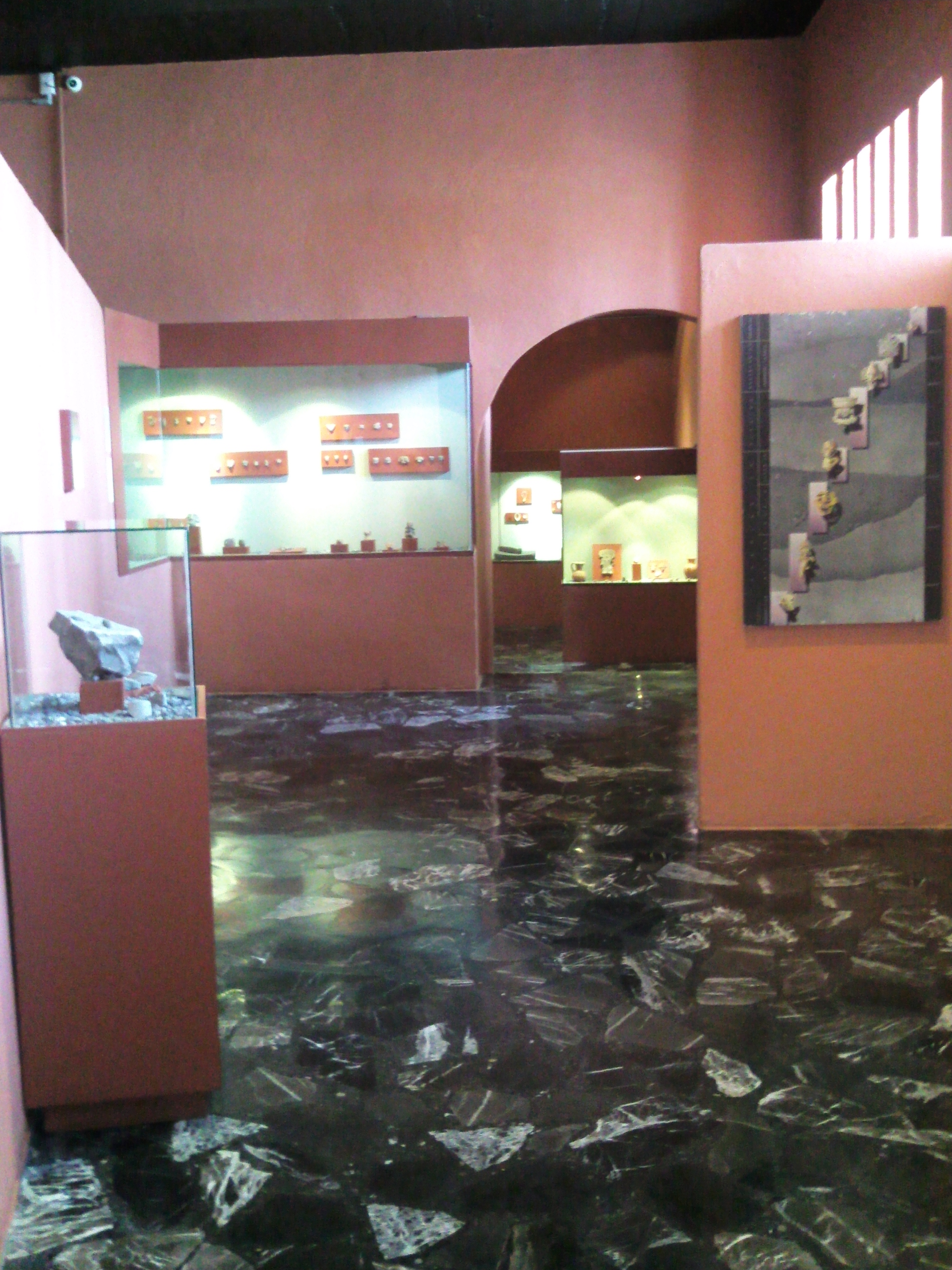
Primera Sala

Exhibe acervo arqueológico de acuerdo con la cronología de las culturas prehispánicas del centro de México, desde el período preclásico hasta piezas coloniales, incluyendo ejemplos de las culturas teotihuacanas y mexica. Existen muchas piezas halladas en Apaxco. Entre estas, destacan las esculturas de Xipe Totec, la de Tláloc, además de malacates, collares, vasijas de barro y piezas de obsidiana y de jadeíta.
Una de las piezas clave de la visita al museo es la escultura de Quetzalcóatl, que corresponde a la cultura azteca. En ocasiones esta escultura se expone en otros museos del país (como el Museo Nacional de Antropología) o del extranjero. Esta pieza fue hallada en la zona llamada Corral de Consejo, muy cerca de la plaza principal del municipio. Esta magnífica obra representa una serpiente emplumada, finamente esculpida, en cuyas fauces asoma un rostro humano.
La segunda sala temática es de fotografías antiguas de los ciudadanos de Apaxco, todas en blanco y negro, donde se deja ver los inicios del lugar. La tercera sala también es fotográfica, y exhibe una galería del Cerro de la Mesa, con su flora y fauna.
Otras aportaciones culturales del museo son la elaboración de la ofrenda del Día de los Muertos, en noviembre, y el tradicional Nacimiento en el mes de diciembre.

### Festival Franciscano

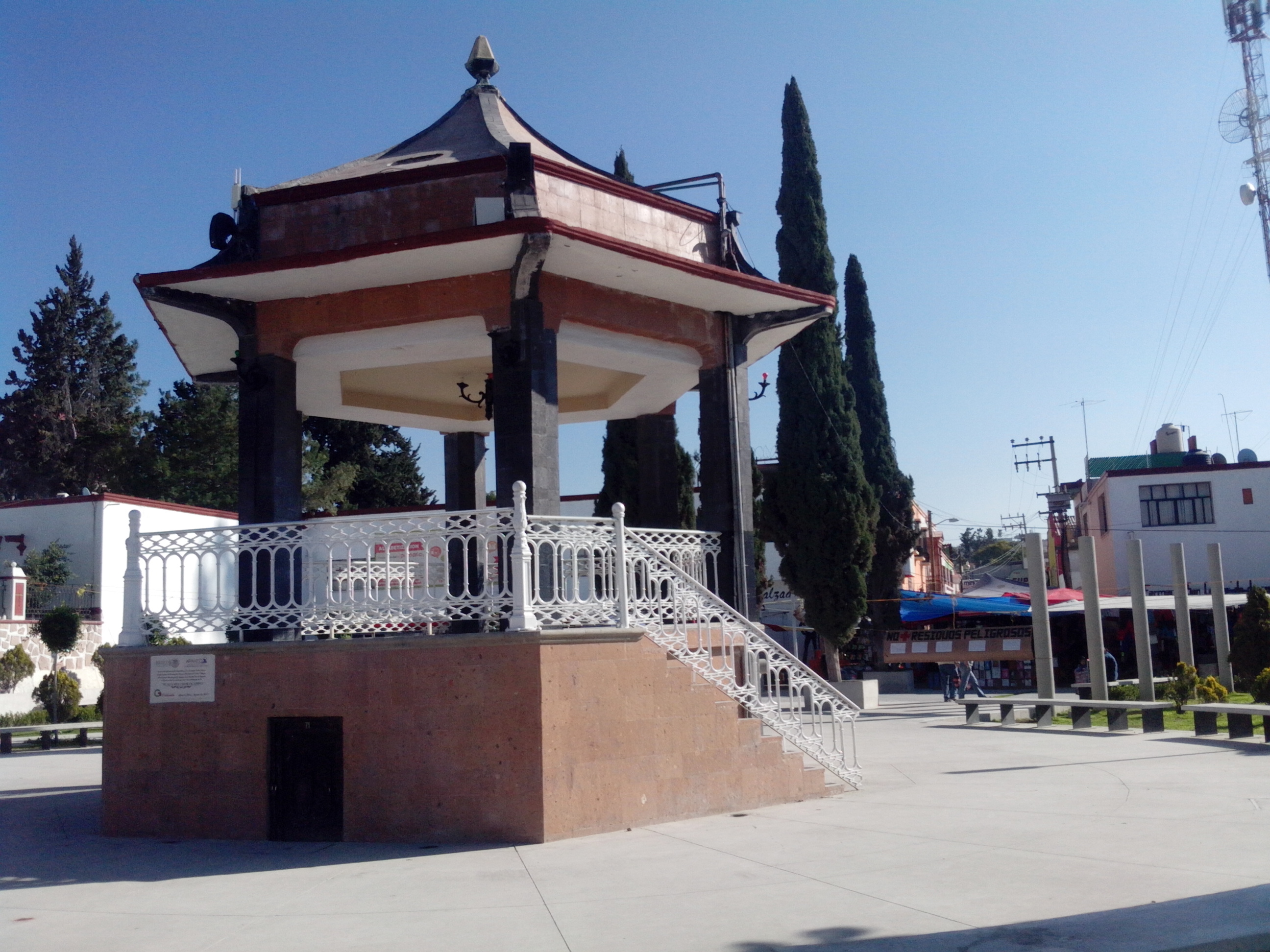
Kiosco de Apaxco, Centro.

El Festival Cultural Franciscano, celebrado en Apaxco desde hace 16 años, es un espacio en el que los artistas exponen y confrontan sus diferentes formas de expresión.
Entre las instituciones participantes están:
- Instituto Mexiquense de Cultura;
- H. Ayuntamiento de Apaxco;
- Consejo Nacional para la Cultura y las Artes, a través de la Dirección General de Vinculación Cultural
- compañías de teatro, música y danza.

Este festival se lleva a cabo el día 4 de octubre de cada año. En esta fecha se hace un recorrido por la ciudad que incluye danzantes y adornos coloridos en las calles, juegos pirotécnicos, mojiganga, eventos de música, etc.

### Danza

Danza folklórica en Apaxco.

En los meses de octubre se realizan en el municipio, importantes festivales culturales y artísticos cada año, es el mes en el numerosos artistas nacionales y extranjeros se presentan de forma gratuita, dándole al municipio un espacio abierto para el turismo y las manifestaciones culturales en el norte del estado de México. El municipio se ha esmerado en difundir la danza como un medio cultural, existen escuelas de danza folklórica que se han fundado en Apaxco, las presentaciones de gala se dan en Teatro de la Casa de Cultura.

### Gastronomía

Los encolados.

Entre los diversos platillos tradicionales destacan los tamales de rajas, verdes, de mole y de dulce; también se cocina tlacoyos, pambazos, sopes, enchiladas verdes, tacos dorados, tostadas, chilaquiles, barbacoa en salsa verde, chicharrón de cerdo en salsa roja o verde, el pollo en barbacoa, la fritanga (caldo de tripas de pollo), el taco placero hecho de nopales, jitomate, cebolla y chiles rellenos, entre otros.
Los platillos fuertes son las barbacoas de cordero o cerdo, arroz con mole y pierna de pavo o pollo, nopalitos, puchero de res o de pollo, el platillo apaxquense por excelencia son los Encolados, una torta de cueritos de cerdo con cebolla y jitomate, se come en todas las localidades del municipio.
Entre las bebidas tenemos al pulque, las aguas de frutas, el agua de chía, los atoles, el consumo de mezcal o tequila.

## Educación
La escuela primaria es una de las instituciones educativas más antigua dentro del municipio. Existen otras tales como la Escuela Primaria "Melchor Ocampo", la Escuela Secundaria Oficial n.º 0107 "Benito Juárez", la Escuela Secundaria Técnica n.º 35, el Centro de Bachillerato Tecnológico "Dr. Horacio Ramírez de Alba", la Escuela Preparatoria Oficial n.º 205, y los conocidos preescolares, entre otras instituciones privadas como la Escuela Preparatoria Regional de Apaxco, incorporada a la UAEMex; el Colegio Guadalupe Victoria y el Instituto Cultural "Sor Juana Inés de la Cruz", incorporados a la SEP, así como el campus de la Universidad Tecnológica Internacional. En el 2013 se abrió el campus de la Universidad Digital del Estado de México (UDEM).

## Deportes

Centro deportivo "El Hoyo".

El municipio cuenta con instalaciones deportivas donde se practica la charrería, el fútbol, el fútbol rápido, el béisbol, el baloncesto, el frontenis y el ciclismo de montaña. También cuenta con varios gimnasios privados. El deporte más sobresaliente es el fútbol. Existen varias unidades deportivas, siendo El Hoyo la más reconocida por la población y la más popular; sobre todo los sábados y domingos. 
No podemos dejar de mencionar el deportivo "Gustavo Baz", el deportivo "Manuel Negrete" en Sta. María, el campo Tolteca en la colonia Arboledas, la plaza ETI o las canchas de fútbol rápido como El Dino y Gustavo Baz.

## Apaxquenses destacados
- Luis Flores Sierra (gestor y responsable del sistema de riego de Apaxco).
- Federico García Cuéllar (ingeniero radicado en Apaxco, fundador de Cementos Apaxco en el siglo XX).
- Javier Alejandro Cruz Hernández (deportista).[9]

## Hermanamientos
La ciudad de Apaxco tiene Hermanamientos con 2 ciudades del mundo:
- China Jingning (2013)[10][11]
- China Changde (2019)[12]

### Convenios
La ciudad de Apaxco tiene convenios con 2 ciudades del mundo:
- México Ciudad Nezahualcóyotl (2013)[13]
- México Ecatepec (2019)[14]